# Natalianira spinosa
Natalianira spinosa är en kräftdjursart som beskrevs av Brian Frederick Kensley1984. Natalianira spinosa ingår i släktet Natalianira och familjen Katianiridae. Inga underarter finns listade i Catalogue of Life.